# Rue Maurice-Thorez
La rue Maurice-Thorez, du nom de l’ancien secrétaire général du Parti communiste français, est une voie publique de la commune de Nanterre, dans le département français des Hauts-de-Seine.

## Situation et accès
Cette rue orientée nord-sud, part de la place de la Gare, à l'intersection de la rue de la Gare et du boulevard du Couchant, le long de la ligne de Paris-Saint-Lazare à Saint-Germain-en-Laye.
Progressant vers le sud, elle croise notamment la rue de Stalingrad, la rue du Docteur-Foucault et la rue de l'Église.
Elle est desservie par la gare de Nanterre-Ville, sur la ligne A du RER.

## Origine du nom
Le nom de la rue rend hommage à Maurice Thorez, homme politique français, mis à la tête du Parti communiste français par Eugen Fried, et dont il est secrétaire général de 1930 à 1964.

## Historique
Cette rue tient son premier nom du Chemin de fer car elle conduisait à cette voie ferrée inaugurée en 1837, et qui a donné aussi naissance à la « rue de la Gare » et la « place de la Gare ». Le nom de rue du Chemin de fer est également donné à la rue du Collège qui la prolongeait. Après la Seconde Guerre mondiale, elle a été renommée « rue Maurice-Thorez ».

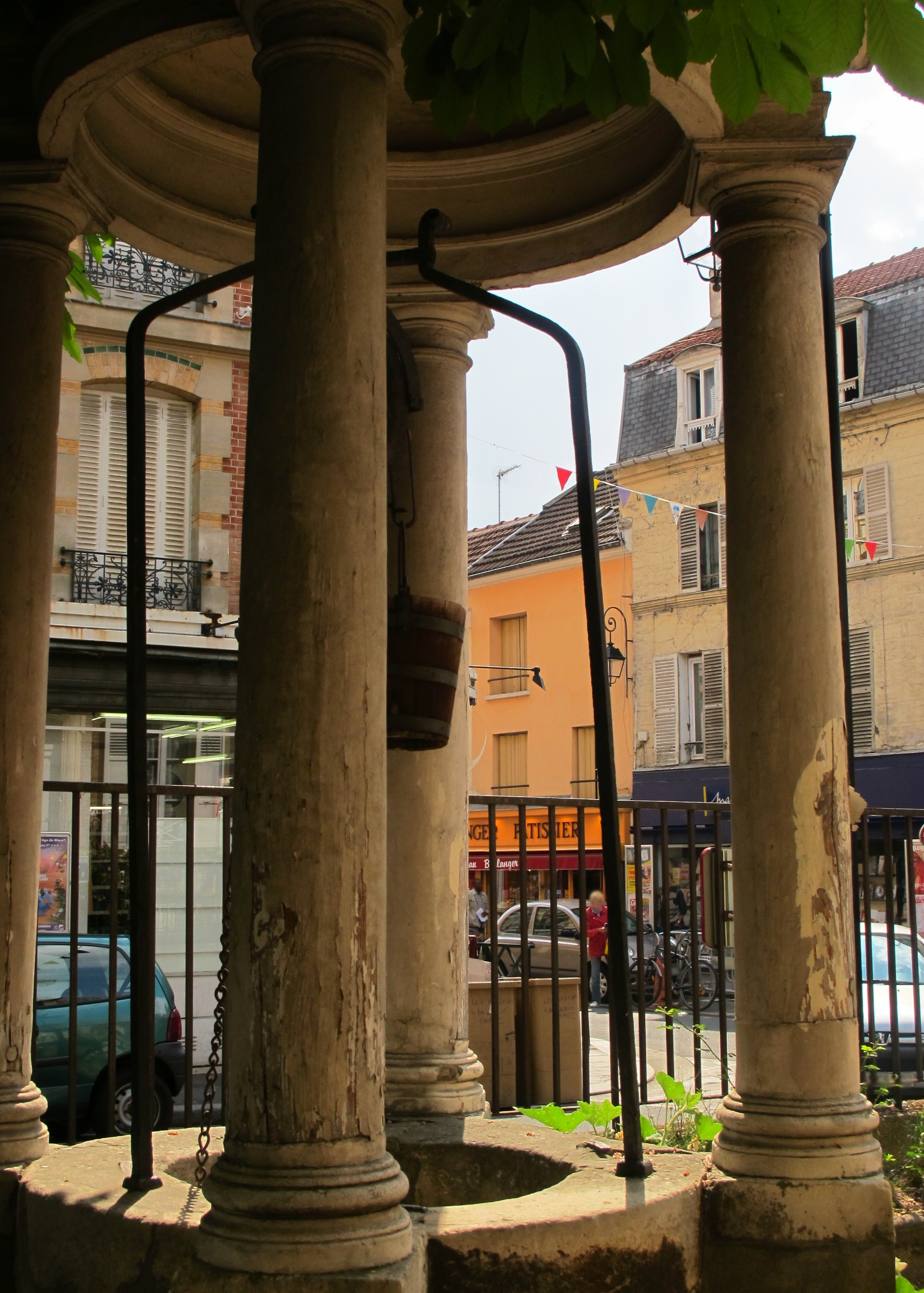
Nanterre, rue Maurice-Thorez, vue du puits Sainte-Geneviève.
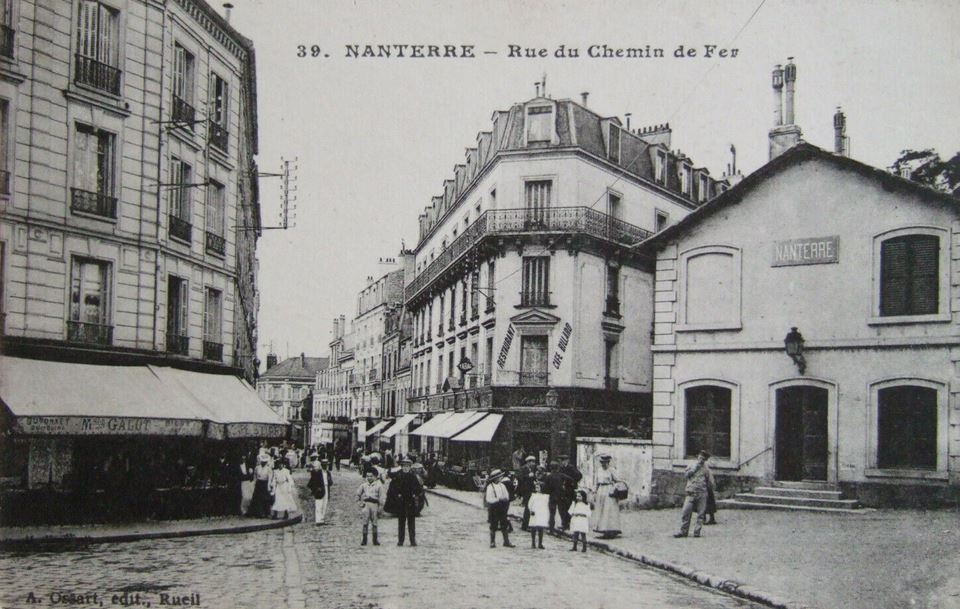
Rue du Chemin-de-Fer et la gare de Nanterre-Ville.
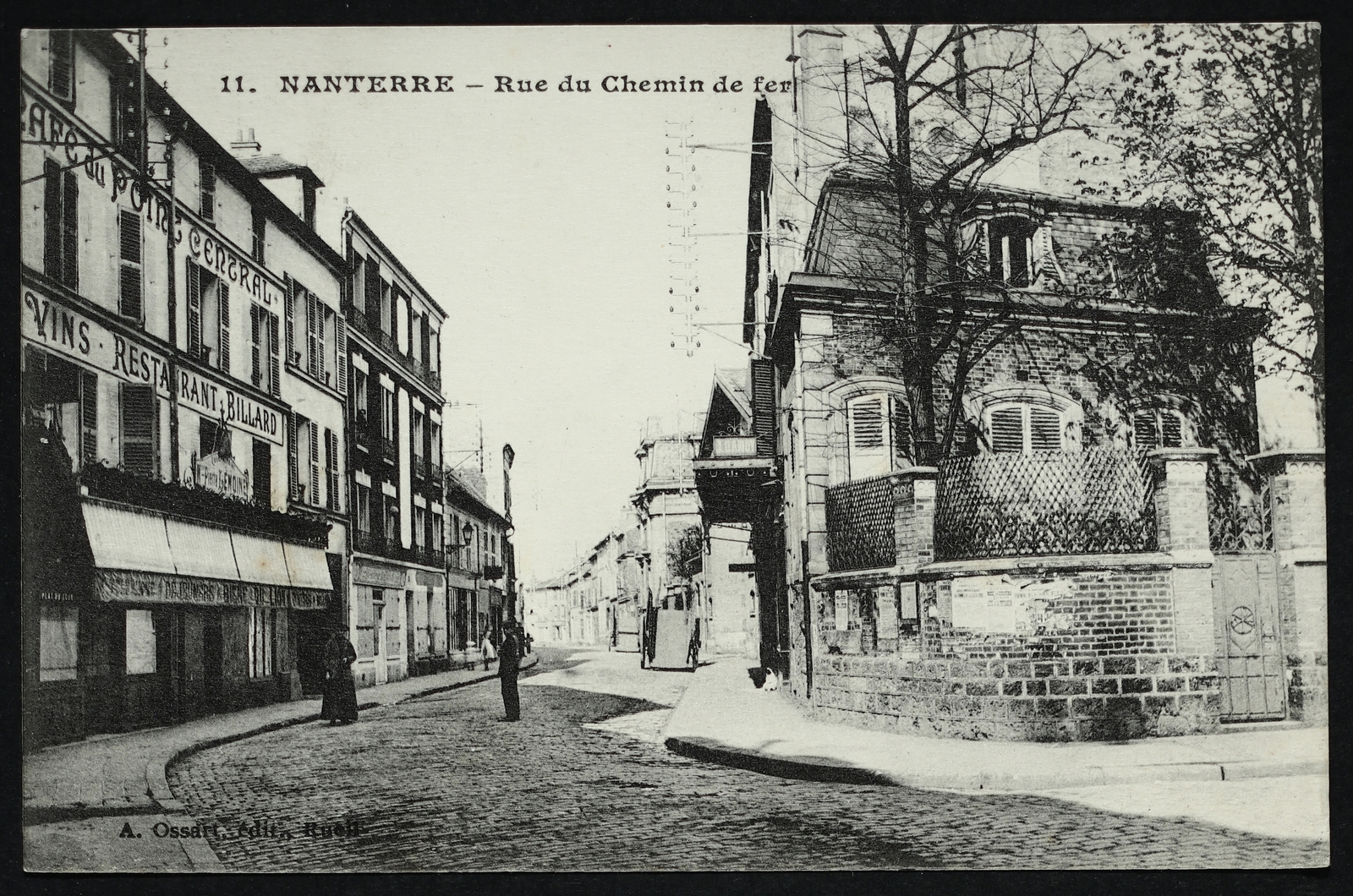
La rue du Chemin-de-Fer, à l'angle de la rue de l'Église, où se trouve le puits de Sainte-Geneviève.

## Bâtiments remarquables et lieux de mémoire
- Gare de Nanterre-Ville, sur la ligne A du RER.
- Parc des Anciennes-Mairies, d'une surface de 14150 m²[4].
- Puits et la maison natale de Sainte Geneviève[5].
- Maison natale et boulangerie de Charles Heudebert, inventeur en 1903 de la biscotte Heudebert[6]. L'usine de fabrication était située entre les rues Henri-Barbusse et du Vieux-Pont[7].